# دينيس إيفانوف
دينيس ايفانوف (3 أكتوبر 1983 - ) هو لاعب كرة قدم روسي في مركز الهجوم. لعب مع نادي روتور فولغوغراد وFC Metallurg Lipetsk ‏ وFC Dynamo Voronezh ‏ وFC Titan Klin ‏.

## وصلات خارجية
- دينيس إيفانوف على موقع قاعدة بيانات كرة القدم.إي يو (الإنجليزية)